# Masahiro Kotaka
Masahiro Kotaka (jap. 小高正宏 Kotaka Masahiro; ur. 18 lutego 1960 w [prefekturze Hyōgo) – japoński sztangista. Brązowy medalista olimpijski z Los Angeles (1984).
Zawody w 1984 były jego jedynymi igrzyskami olimpijskimi. Zajął, pod nieobecność sportowców z części krajów Bloku Wschodniego, trzecie miejsce w wadze do 56 kilogramów. Kotaka wywalczył jednocześnie medal mistrzostw świata.